# Зимнее наступление на Украине (1918—1919)
Зимнее отступление в Западной Украине (1918—1919) — отступление войск ЗУНР и УНР под воздействием войск Польши на территории Западной Украины. Окончилось временным перемирием, затем развернулись новые боевые действия.

## Предыстория

### Уличные бои в городах Галиции

#### Овладение украинцами Галицией. Бой за Перемышль

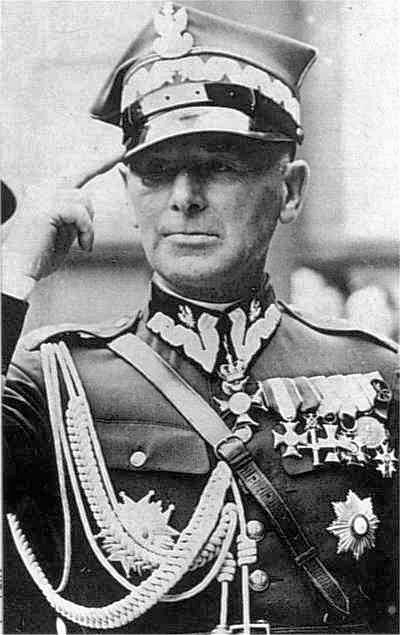
Эдвард Рыдз-Смиглы

В ночь на 1 ноября 1918 года 1500 вооружённых солдат и офицеров австро-венгерской армии украинского происхождения без предупреждения вошли во Львов (). Вооружённые формирования украинцев за одну ночь заняли все важнейшие учреждения города: здание австрийского штаба военного командования и здание управления королевством Галиции и Лодомерии, Сейм королевства Галиции и Лодомерии, железнодорожный вокзал, казармы армии и полиции, почту. Украинские формирования застали гарнизон города врасплох, поэтому тот практически не оказывал сопротивления. Все австрийские солдаты были разоружены, генерал-комендант города был взят под арест, предварительно сложив свои полномочия. Штаб украинских войск расположился в Львовском Народном доме.
Австрийцы в такой ситуации объявили о нейтралитете. Утром город полностью контролировался украинскими войсками. В ту же ночь власть бескровно перешла в руки украинцев в Станиславове (Ивано-Франковске), Тарнополе (Тернополе), Золочеве, Сокале, Раве-Русской, Коломые, Снятыне, Печенежине, Бориславе и др.
Поляки Галиции не ожидали такого поворота событий. Они надеялись, что в ближайшее время Галиция бескровно войдёт в состав возрождающейся Польши. Поэтому 1 ноября в Перемышле произошли первые столкновения между польскими отрядами милиции и нерегулярными вооружёнными формированиями поляков с одной стороны и формированиями украинцев с другой. Поводом к началу военных действий послужил инцидент 2 ноября у железнодорожного вокзала, в результате которого погибло 7 галичан-украинцев. 3 ноября в Перемышль вошли 220 вооружённых селян-украинцев из окрестных сёл, которые выбили польскую милицию из города. В ходе сражения селяне смогли арестовать австрийского коменданта города и командующего отрядами польской милиции. На протяжении одной недели в Перемышле сохранялось относительное спокойствие. Город контролировался украинскими отрядами, в которые было призвано ещё 500 человек.
10 ноября с запада к Перемышлю подошли регулярные польские войска, которые насчитывали 2000 человек пехоты, несколько бронемашин, один бронепоезд и несколько артиллерийских орудий. Украинцы-галичане, противостоявшие им, имели 700 человек пехоты и 2 орудия. На подступах к Премышлю развязался бой, в результате которого город перешёл под контроль польской армии. Взятие Перемышля поляками позволило им развернуть наступление на Львов, где шли интенсивные уличные бои.

#### Бой за Львов
Бои во Львове начались на день позже, чем в Перемышле. Утром 1 ноября, сразу после перехода власти в городе в руки украинцев, польские лидеры Львова объявили о начале мобилизации. Одновременно началось укрепление польских кварталов города. В первой половине дня сохранялась напряжённая ситуация, хотя столкновений не происходило. Во второй половине дня польские формирования превратили Львовский политехнический институт и собор святого Юра в укреплённые пункты для сбора призывников. Улицы вокруг этих зданий были перегорожены баррикадами.

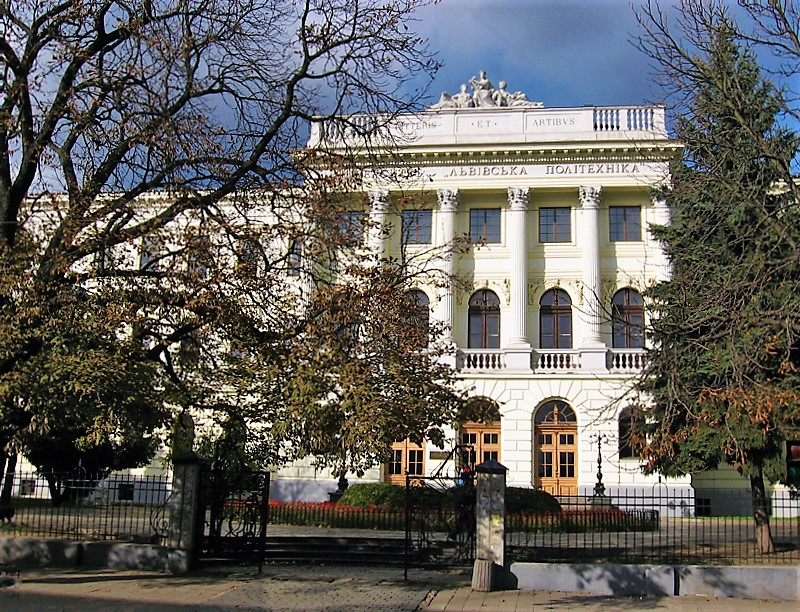
Львовский политехнический институт в наши дни

Тем временем украинские власти Львова не могли прийти к совместному решению, как отреагировать на «польскую активность в городе». Несмотря на это, и с украинской стороны начались приготовления к боям. В ночь с 1 на 2 ноября в городе установилось затишье, которое и украинцы, и поляки использовали как время для накапливания сил.
Ранним утром 2 ноября во Львове раздались первые выстрелы. В разных частях города начались бои, которые приобрели ожесточённый характер возле вокзала, товарной станции, складов оружия и продовольствия. В результате поляки овладели этими ключевыми точками, что им позволило дополнительно вооружить ещё 3000 человек. Первоначально сопротивление украинским сечевикам оказывали только 200 ветеранов мировой войны из Польской Организации Войсковой, имевших 64 винтовки и базировавшихся в школе имени Сенкевича на западной окраине города; однако уже на следующий день ряды польских защитников Львова насчитывали 6000 человек, из них 1400 подростков — харцеров, гимназистов и студентов, получивших за свою храбрость прозвище «львовских орлят» (наиболее известный среди них — тринадцатилетний Антос Петрикевич, погибший в бою и посмертно удостоенный ордена Виртути Милитари). Несмотря на бои, в тот же день между поляками и украинцами начались переговоры о выработке совместных соглашений и прекращении огня. Переговоры провалились, и 3 ноября уличные бои возобновились. К тому дню полякам удалось мобилизовать ещё 1150 солдат, которым противостояло 2050 бойцов украинских формирований. Но у поляков было численное превосходство в количестве профессиональных бойцов и офицеров, тогда как на украинской стороне преимущественно воевали рядовые.

#### Усиление польских войск во Львове
Украинский комендант города был избран ещё в ночь с 1 на 2 ноября, поэтому поляки решили избрать своего коменданта. Им 3 ноября стал Чеслав Мончинский. Одновременно был создан Народный польский комитет. В тот же день польские формирования предприняли рейд на центр Львова, который был отражён украинцами. Тем временем с востока в город вошло 1000 Украинских сечевых стрельцов под командованием Грыця Коссака, которые уже 4 ноября были брошены в бой под железнодорожной станцией. 5 ноября поляки отбили атаку украинцев и сами перешли в наступление. В результате уличных боёв центр Львова был окружён польскими формированиями с трёх сторон — с юга, запада и севера. В центре находились украинские власти города и всей Галиции.

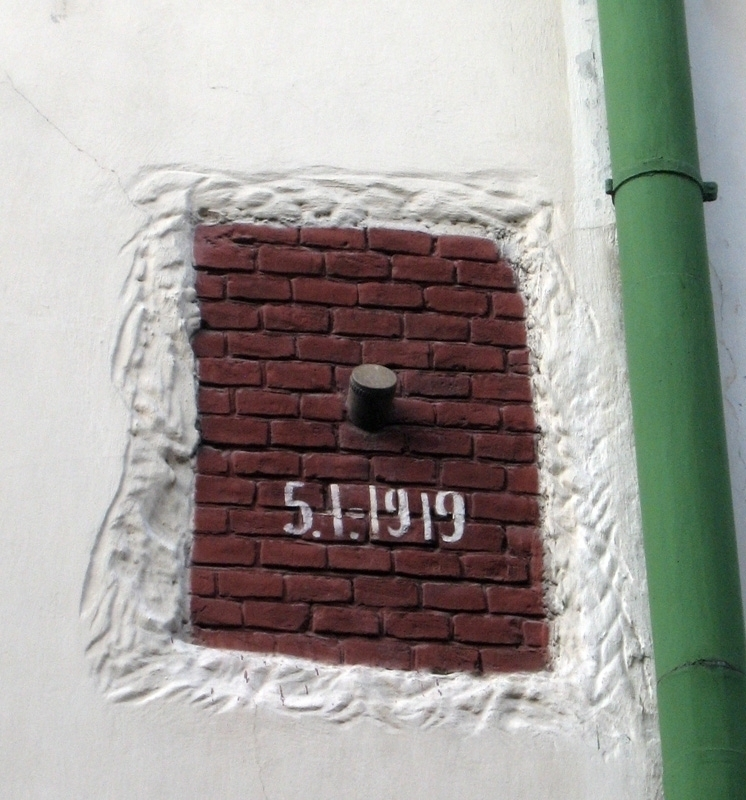
Неразорвавшийся украинский снаряд, застрявший в стене Преображенской церкви во Львове

С 5 по 11 ноября велась позиционная война возле центра Львова. Крупные сражения велись возле львовской Цитадели, казарм и кадетской школы. Все попытки сторон начать переговоры прерывались, так как каждый из противников считал город исконно своим. 12 ноября украинцы прорвали фронт, и поляки начали отступление от центра города. 13 ноября во Львове было провозглашено создание Западно-Украинской народной республики, президентом которой стал Евгений Петрушевич. Тем временем поляки прорвались в южную часть Львова, остановив наступление украинцев на окраины города и выйдя в тыл частям украинских войск. 14 ноября фронт снова изменился: украинцы вошли в северные кварталы города, выбив оттуда поляков. 15 ноября польские войска на автомобилях ворвались в северные кварталы Львова, вновь вернув контроль над ними. 16 ноября бои опять стали позиционными.
После долгих, безуспешных для обеих сторон боёв за Львов начались переговоры. 17 ноября во Львове был подписан договор о прекращении огня на два дня. За эти два дня правительство ЗУНР обратилось к нетронутым войной провинциям республики с просьбой прислать подкрепления. Но плохо организованная система мобилизации не позволила вовремя прислать в город дополнительные силы, поэтому прибывавшие в последующие дни во Львов бойцы не смогли переломить ситуацию в пользу украинцев. Тем временем поляки, которым неделей ранее удалось овладеть Перемышлем, прислали по железной дороге во Львов 1400 пехотинцев, 8 артиллерийских орудий и 11 пулемётов. Также в город прибыл польский бронепоезд. Это сильно изменило соотношение сил в городе. Теперь превосходство было на стороне поляков — 5800 человек, когда украинцы имели всего 4600 человек, из которых половина была непрофессиональными волонтёрами. Теперь бои шли между двумя полноценными армиями, польской и украинской, которые успели к тому моменту сформироваться, а не между полупрофессиональными нерегулярными формированиями.

#### Отступление украинцев из Львова

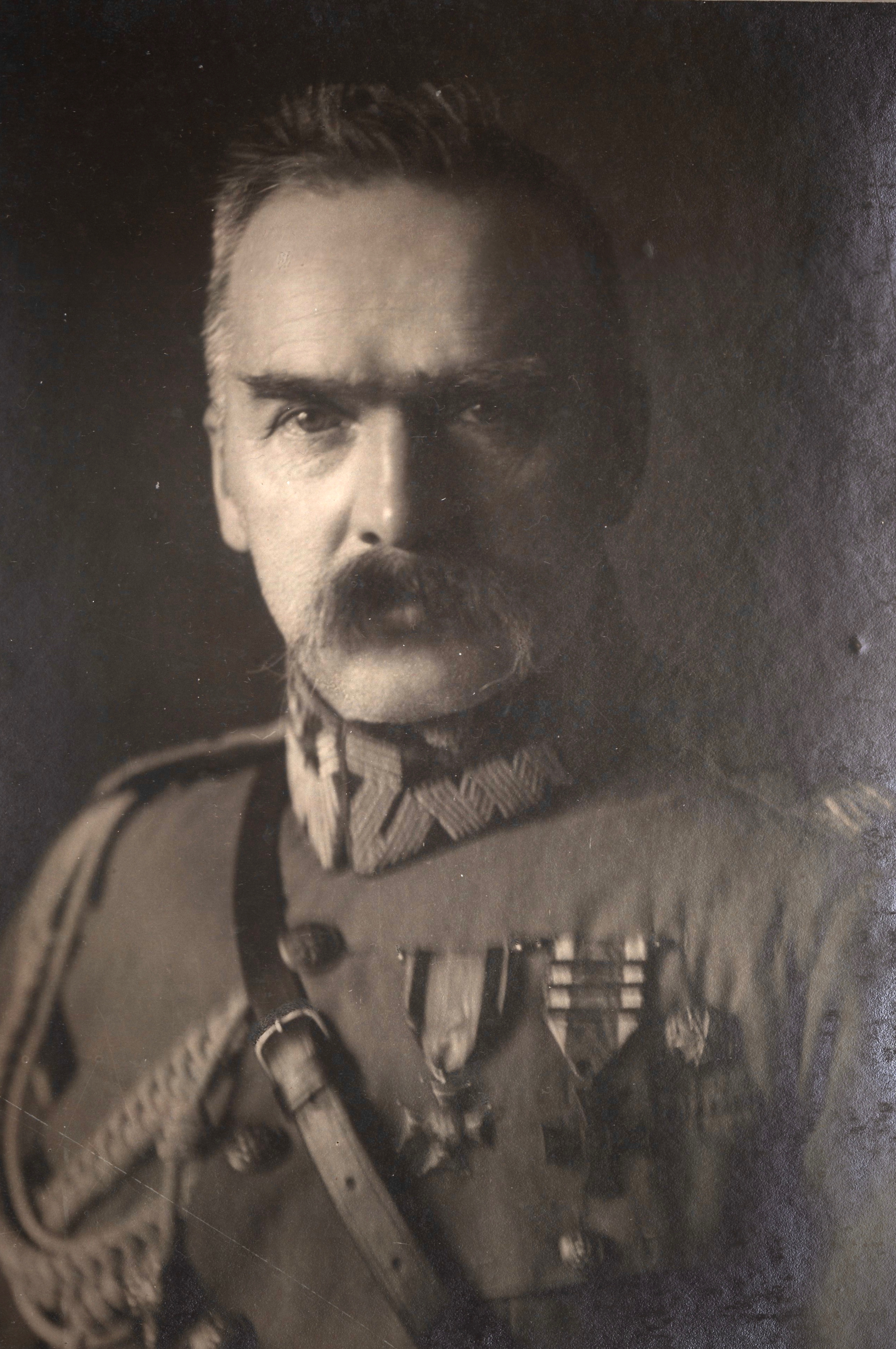
Юзеф Пилсудский

21 ноября срок перемирия истёк. В 6 часов утра поляки начали общее наступление. Польский 5-й пехотный полк под командованием майора Михаля Каршевич-Токаржевского (львовянина родом) прорвался во Львов со стороны Перемышля, благодаря чему поляки приобрели перевес и к вечеру взяли в кольцо украинцев в центре Львова. Поляками было занято кладбище — стратегически ключевой пункт в городе. В ночь на 22 ноября полковник Стефанов приказал украинским частям покинуть Львов. Украинские части сосредоточились в 30 километрах на юге, востоке и севере города, взяв его в осаду.
Утром поляки вошли в центр города. Однако польское командование было разочаровано тем, что смогло упустить 4000 человек противника из «котла». Сразу после взятия города во Львове произошёл еврейский погром. Евреи сохраняли нейтралитет в польско-украинском противостоянии. В результате погрома 500 евреев получило ранения разной степени, ещё около 70 были убиты.
Тем временем в украинской части Галиции с 22 по 25 ноября состоялись выборы 150 членов Украинского Национального Совета, который должен был выступать в качестве законодательного органа ЗУНР. Почти треть мест была зарезервирована для национальных меньшинств (в первую очередь — поляков и евреев). Поляки выборы бойкотировали, в отличие от евреев, составивших почти 10 % от состава депутатов.
В память о про-польских защитниках города в 1920-е годы был возведен мемориал на Лычаковском кладбище, откуда в 1925 году в Варшаву был вывезен прах погибшего во Львове солдата, где он был перезахоронен в могиле Неизвестного солдата.

## Ход наступления

### Открытие фронта на Волыни и поход в Закарпатье
С середины ноября началось формирование украинско-польского фронта общей длиной около 200 километров от Волыни на севере и до румынской границы на юге. Такая длина была обусловлена многочисленными восстаниями поляков против украинцев-галичан не только в крупных городах, но и в небольших населённых пунктах Галиции. К концу ноября фронт проходил по линии река Тесная — Хыров — Перемышль — восточные окраины Львова — Ярослав — Любачев — Рава-Русская — Белз — Крылов.
5 декабря 1918 года состоялось сражение за Хыров, в котором приняло участие 2000 поляков и 1000 украинцев-галичан. Хотя перевес был на стороне войск Польши, украинцам удалось овладеть городом. Благодаря этому они смогли развернуть наступление на Перемышль. 9 декабря украинские галицкие части вплотную подошли к городу, но не смогли взять его, так как город был мощной крепостью бывшей австро-венгерской армии. Поляки воспользовались этим, и 12 декабря развернули контрнаступление от Перемышля к Хырову. 16 декабря в ходе боёв с украинцами-галичанами поляки вновь овладели Хыровом. До января 1919 года линия фронта не менялась (кроме Волыни), на фронте зимой наблюдалось затишье.

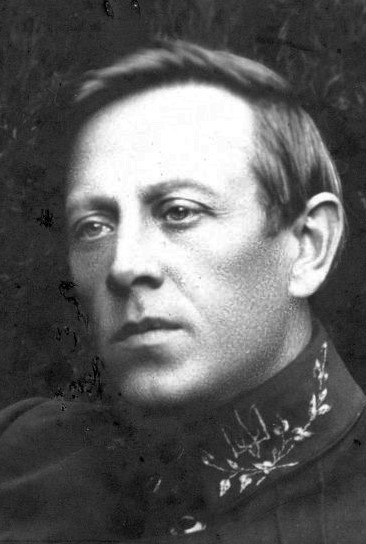
Симон Петлюра

3 января 1919 года польские силы вошли на территорию Волыни, которую покидали германские оккупационные войска. К 14 января все ключевые населённые пункты региона контролировались поляками. В ходе похода на Волынь польские войска столкнулись с вооружёнными формированиями Директории УНР, которые оказали полякам сопротивление, но вынуждены были отступить. На это немедленно отреагировал Симон Петлюра, который совместно с частями армии ЗУНР создал на Волыни Холмско-Волынский фронт и Северо-Западный фронт. Перед фронтами стояла задача отбросить польские войска за реки Буг и Сан, заняв Владимир-Волынский и Ковель.
Тем временем на юге польско-украинского фронта украинские галицкие войска предприняли попытку присоединить к ЗУНР Закарпатье. Воспользовавшись Чехословацко-венгерской войной, несколько батальонов галичан проникли в этот регион. К тому моменту на территории Закарпатья уже находились сразу два государства — претендовавшая на соединение с Чехословакией Карпатская Русь и автономия в составе Венгрии Русская Краина. Однако поход провалился, а военные действия ограничились незначительными боями с чехословацкими волонтёрами и венгерской полицией. Однако война с Чехословакией не была выгодна Западно-Украинской народной республике, поэтому украинские галицийские войска после нескольких дней пребывания в Закарпатье покинули этот регион.
В январе Евгений Петрушевич отдал распоряжение сформировать из регулярных военных отрядов бывшей австро-венгерской армии, состоящих преимущественно из украинцев-галичан, Галицкую Армию (ГА). Украинцы-галичане воспользовались затишьем для формирования этой армии и реорганизации войск.

#### Наступление польской армии
21 января войска Украинской Народной Республики численностью до 6500 человек при 8 орудиях двинулись к Ковелю и Владимир-Волынскому. 22 января в результате ожесточённых боёв украинские подразделения овладели городами. Однако Ковель и Владимир-Волынский находились под контролем украинцев недолго, так как в тылу ЗУНР и УНР шло наступление украинских советских войск на запад. В конце января украинские советские войска УССР нанесли удар по войскам УНР в районе Полесья у Сарн, Коростеня и Ковеля. Этим воспользовались поляки, начав общее наступление на северной части всего польско-украинского фронта. Таким образом, на Волыни части Украинской народной республики оказались «раздавленными» между двумя противниками — Польшей и УССР. Несмотря на это, они смогли удержаться в этом регионе благодаря, главным образом, массовым антибольшевистским восстаниям в тылу Украинской советской армии.
Следующее наступление польских войск на Волыни началось 3 марта и завершилось 8 марта. Регулярной польской армии активно помогали местные жители — этнические поляки. Они орудовали в тылу армии УНР, занимаясь диверсиями. В результате польские части взяли под контроль несколько населённых пунктов Волыни, но крупные города Луцк и Ровно по-прежнему удерживались частями армии УНР.
6 января поляки из Равы-Русской нанесли удар по группе войск «Север» Галицкой армии. Основной удар пришёлся по Жолкве, и группа «Север» понесла огромные потери. В результате наступления, 11 января польская группа войск Ромера пробилась к Львову. Однако галичане быстро восстановили свои силы и вновь заняли Жолкву, захватив там польские обозы с продовольствием и боеприпасами, шедшие за Ромером. В ответ поляки предприняли попытку помочь подразделениям Ромера, атаковав галицкие войска севернее Львова. Атака провалилась.
Одновременно происходил процесс объединения ЗУНР с УНР (Директорией Симона Петлюры). Объединение было провозглашено 3 января; 22 января был подписан «Акт Злуки», и ЗУНР вошла в состав УНР в качестве Западной области Украинской Народной Республики. 28 января, после торжественного митинга в Киеве и официальном объявлении о воссоединении, Петлюра направил в ЗУНР оружие, боеприпасы и нескольких военных руководителей. Однако помощи от Петлюры хватило ненадолго. Уже в феврале части ГА почувствовали острую нехватку боеприпасов.

#### Вовчуховская операция. Мирные переговоры
В феврале боям под Львовом вновь стало уделяться большое внимание с обеих сторон. Галичане-украинцы хотели взять город, который считали столицей ЗУНР, при том, что поляки считали Львов своим исконно польским городом. Тем временем Польша не могла должным образом обеспечивать свои части в Галиции из-за нескольких пограничных конфликтов с Чехословакией, чем воспользовалось командование ГА.
Для штурма Львова полковниками ГА Мишковским и Какуриным начал разрабатываться план Вовчуховской операции. Основной удар должен был быть нанесён в направлении Львова из села Вовчухи. Командование ГА считало, что город нужно взять любой ценой, не считаясь с потерями. После взятия Львова планировался штурм Перемышля, после чего можно было начать переговоры с Польшей при поддержке миссии Антанты.
16 февраля украинские войска нанесли удар в направлении Львова. После ожесточённых боёв 18 февраля ГА перерезала железнодорожную линию из Перемышля во Львов, лишив польские войска поддержки из Польши. Из-за этого во Львове началась паника, командующие польской армией готовились к добровольной сдаче города. Одновременно украинцы развернули наступление на Раву-Русскую. В связи с обострившейся ситуацией из Польши на Львовский фронт было срочно отправлено 10 500 бойцов. 20 февраля подкрепления добрались до линии фронта, и поляки перешли в контрнаступление. 23 февраля была восстановлена линия фронта, существовавшая до Вовчуховской операции.

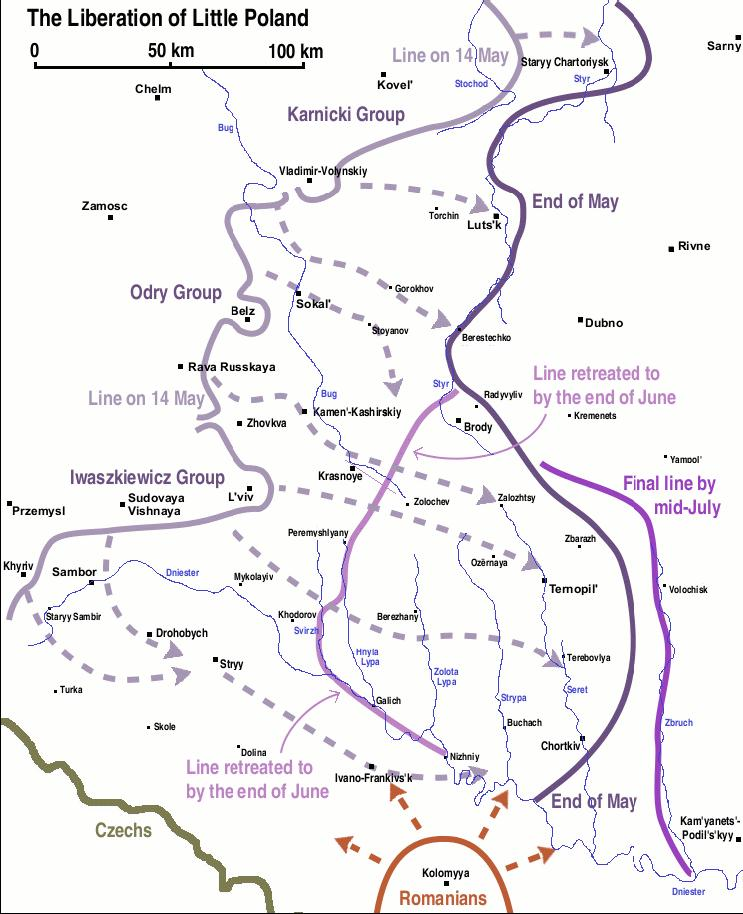
Финальная стадия Польско-украинской войны в 1919 году

В тот же день во Львов прибыла миротворческая миссия Антанты, главной целью которой было создание демаркационной линии в Галиции между поляками и украинцами и прекращение войны. Миссию возглавлял генерал Бартелеми. Несмотря на свои мирные цели, миссия привезла для польской армии 100 пулемётов, 18 самолётов и 10 000 винтовок.
После прибытия в Галицию Бартелеми предложил свою линию раздела Галиции, при этом Львов и Дрогобыч переходили Польше, что не устраивало ЗУНР. От польской армии генерал требовал отойти из Галиции к Западному Бугу. 2 февраля состоялись переговоры Бартелеми с правительством ЗУНР, где делегация УНР категорически отказалась принимать условия оппонента. Следующий этап переговоров состоялся 22 февраля в Ходорове, куда приехал и Симон Петлюра. Эти переговоры провалились, причём их провал серьёзно отразился на УНР. Недавно проведённое объединение ЗУНР и УНР фактически обнулилось из-за ссоры Петлюры с западно-украинским правительством по поводу мира с Польшей. Несмотря на это, Антанта 24 февраля смогла добиться в Галиции перемирия, и в последующие дни переговоры ЗУНР с Польшей возобновились. 28 февраля третий этап переговоров провалился, и ЗУНР полностью порвала отношения с Польшей, а затем денонсировала «Акт злуки» с УНР.